# Gobierno del Cerrito

Bandera de Uruguay usada por el Gobierno del Cerrito

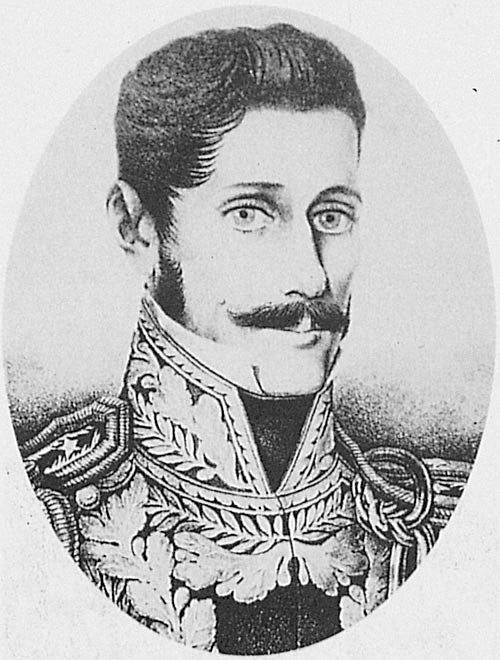
Manuel Oribe.

Se denominó Gobierno del Cerrito a una de las gobernaciones de Uruguay en el siglo XIX, durante la Guerra Grande, ubicado fuera de las murallas de Montevideo, en el actual barrio del Cerrito de la Victoria. Este gobierno al igual que el Gobierno de la Defensa, fue uno de los dos gobiernos que se disputaban el poder en Uruguay y ambos eran reconocidos por diversas facciones de la geopolítica internacional. Tuvo su centro de poder dentro de las fuerzas del entonces llamado Partido Blanco, actual Partido Nacional bajo el mando del General Manuel Oribe, duró 8 años, y desde 1843 hasta 1851 controló la casi totalidad del territorio uruguayo exceptuando la ciudad de Montevideo, capital del país.

## Antecedentes

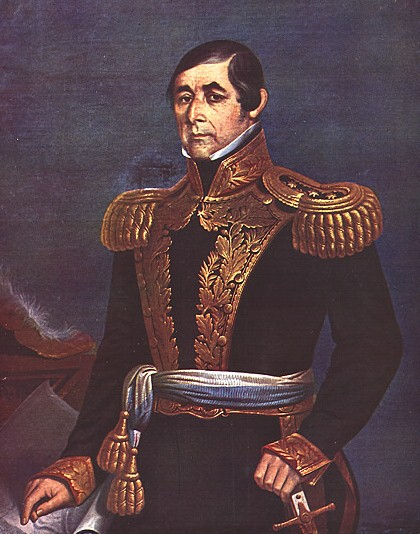
Fructuoso Rivera.

Luego de que Manuel Oribe derrotara al general unitario Juan Lavalle en sucesivas batallas, y que terminara la larga persecución que llevaba a cabo para obtener la muerte de Lavalle en la provincia de Jujuy, como se lo prometió a Rosas. Oribe, triunfante, regresó desde Jujuy y llegó al territorio de Entre Ríos; Rivera cruzó entonces el Río Uruguay y marchó a enfrentarlo en la batalla de Arroyo Grande. Cometió así uno de los más grandes errores de su vida. Rosas habría engañado al diplomático inglés Mandeville, que se las daba de amigo suyo, haciéndole creer que Oribe estaba prácticamente desvalido, sin caballos y con pocas armas. “Si el Pardejón supiera aprovecharse…” —habría dicho—. Mandeville, de inmediato, envió a un hombre de su confianza al Uruguay a dar la nueva a Rivera, que la creyó a pie juntillas y marchó en busca de su viejo enemigo, a quien creía sorprender. Jamás procedió Rivera con tanta celeridad ni con mayor aturdimiento.
El 6 de diciembre de 1842 se trabó la batalla; ambos ejércitos contaban aproximadamente con 8000 soldados. Las tropas de Oribe estaban compuestas por orientales al mando de su hermano Ignacio Oribe, entrerrianos comandados por Justo José de Urquiza y soldados del ejército de la Confederación Argentina. Las de Rivera, por orientales que comandaba el propio caudillo, correntinos, santafecinos y entrerrianos, comandados por Ferré y López. La victoria de Oribe fue aplastante, y Rivera huyó del campo de batalla abandonando su chaqueta, su espada y sus pistolas.
La Batalla de Arroyo Grande significó la apertura de una nueva etapa de la Guerra Grande. Rivera regresó a marchas forzadas a Montevideo, y Oribe lo siguió, invadiendo territorio oriental. El 16 de febrero de 1843 la vanguardia de sus tropas acampaban en el Cerrito y sitiaban Montevideo.
Oribe levantó la bandera uruguaya y comenzó de inmediato a preparar el asalto a la capital, que parecía inminente. Sin embargo nunca se produciría y el sitio estaba destinado a prolongarse durante más de ocho años. El sitio fue un capítulo crucial de la lucha entre Oribe y Rivera, iniciada con la sublevación de éste en 1836 y la “resignación” de la Presidencia del Uruguay por parte de Oribe, el 24 de octubre de 1838.
La flota de la Confederación Argentina, al mando de Guillermo Brown, bloqueó Montevideo en 1843. Ello hubiera provocado un rápido colapso de los defensores, pero Gran Bretaña forzó el levantamiento del cerco naval argumentando que no reconocía a “las jóvenes repúblicas del Plata” el ejercicio del bloqueo. Oribe unía en su persona dos calidades: la de presidencia del Uruguay, que justificaba inicialmente en la violenta interrupción de su mandato constitucional en 1838 y luego en la renovación que le facultaron las cámaras y la de comandante en jefe del Ejército oriental y de las tropas auxiliares de la Confederación Argentina.

## La organización del Cerrito
La sede de su gobierno estaba instalada en el Cerrito de la Victoria, en las afueras del núcleo histórico de la capital, Montevideo. Allí Oribe hizo construir un alto mirador (25 m), a cuya plataforma superior se ascendía por una escalera de caracol, desde donde podía, con anteojo larga vista, contemplar los movimientos del interior de Montevideo. El presidente trabajaba en su despacho del Cerrito pero vivía lejos de allí, en la llamada quinta de Ayala, sobre la curva de Maroñas. La sede del gobierno se comunicaba con el Puerto del Buceo (en el que se construyeron un muelle de embarque y el edificio de la llamada Aduana de Oribe) a través del camino del Comercio, y con la villa del Cardal a través del camino del Maldonado, que luego sería rebautizado como camino del General Artigas.
En 1849 Oribe decretó que el caserío del cardal fuese transformado en la villa de la Restauración, que llegó a tener la ciudad de (pulperías, saladeros, boticas, comercios, etc.). Fue la génesis del actual barrio de la Unión. Allí vivían las familias que habían decidido acompañar al presidente en su mayoría de origen patricio y vinculadas largamente a las luchas de la independencia y, en particular, al antiguo liderazgo de Juan Antonio Lavalleja (estaban casi todos los Treinta y Tres Orientales). La primera medida del presidente fue reinstalar las cámaras de Senadores y Diputados que habían sido disueltas por Rivera en 1838, cosa que logró prácticamente.
Se convocó a elecciones en junio de 1845 para proveer las vacantes el 11 de agosto de ese año. Se reinstaló solemnemente la Asamblea General. Sus primeras resoluciones fueron confirmar a Oribe como presidente legítimo y autorizar la entrada de tropas extranjeras en auxilio de su causa. Oribe escogió como ministro universal al joven abogado Carlos Villademoros, pero poco más tarde reflujo su participación en el gabinete a la cartera de Relaciones Exteriores, y confió la de Gobierno a Bernardo Prudencio Berro y las de Hacienda y Guerra al General Antonio F. Díaz. El 12 de mayo de 1845 instaló el Poder Judicial al crear el Tribunal de Apelaciones del Estado. El gobierno del Cerrito dividió al país en dos grandes circunscripciones militares, al norte y al sur del Río Negro, y las puso respectivamente al mando de los generales Servando Gómez e Ignacio Oribe. Los departamentos estaban a cargo de comandantes militares. La vida política del cerrito fue menos agitada que la de la Defensa, pero se suscitaron algunos conflictos graves, motivados por la oposición entre el elemento militar y caudillesco, que priorizaba los esfuerzos para ganar la guerra, y los intelectuales. De todas formas, la presencia de Oribe, líder carismático y autoritario, terminaba por constituir en el factor decisivo en la toma de resoluciones. Durante el lapso del Sitio Grande, y a partir de 1843, se publicó un periódico, "El Defensor de la Independencia Americana", que aparecía cada tres días. Especial obsesión personal de Oribe fue la instalación de un sistema de enseñanza lo más moderno y completo posible. Así, la Comisión de Institución Pública, que integraban Eduardo Acevedo Díaz, Bernardo Prudencio Berro y José María Reyes, fundó una Escuela Normal para la formación de maestros, y funcionó la llamada Universidad Menor de la villa de la Restauración; Ramón Massini creó una escuela de primeras letras en 1843, y el educacionista español José María Cordero hizo lo mismo poco después. En 1847 el gobierno erigió un amplio edificio en el que funcionó otra escuela, dirigida por Cayetano Rivas, y en 1849 el sacerdote Lázaro Gadea abrió una escuela de pupilaje. Las escuelas servían a los niños de la villa Restauración, el Paso del Molino y el Buceo. También se construyeron escuelas en las ciudades de Maldonado, Paysandú, Canelones, Mercedes, Las Piedras, etc.

## Medidas legislativas tomadas por el Gobierno del Cerrito
Por decreto de junio de 1845 se autorizó la expropiación de los bienes de personas que luchaban en el bando enemigo, como respuesta a la decisión similar adoptada por el Gobierno de la Defensa. La obra legislativa del gobierno del Cerrito tuvo características innovadoras como la abolición total e irrestricta de la esclavitud en 1846, cuya aplicación fue celosamente supervisada por Oribe. Estas medidas legislativas fueron abordadas por la obra El Gobierno del Cerrito de Mateo Magariños.

## La influencia de Rosas
Motivo de constante polémica ha sido la valoración de la influencia de Rosas sobre el gobierno del Cerrito. Aunque la vinculación de Oribe con el “restaurador” era notoria (incluso en el nombre escogido a la villa homónima, y en el pregón que daba mueras a “los salvajes unitarios, los asquerosos franceses y el pardejon Rivera”), el presidente oriental fue en extremo celoso en la salvaguardia de su independencia del criterio y la libertad de la decisión. Algunos historiadores alegan, que Oribe junto a Rosas pretendían la anexión del Uruguay a la Confederación Argentina, aunque otros afirman que no existen documentos que corroboren dicha suposición.

## El fin del Cerrito
La causa del Cerrito quedó perdida después que en 1851 el caudillo entrerriano Justo José de Urquiza se volvió contra Rosas y Oribe. Para ese entonces el permanente estado de guerra había provocado la desmoralización y deserciones en masa, y el propio Bernardo Prudencio Berro procuraba, como gestión personal, la salida de un acuerdo negociado. Cuando Urquiza invadió el territorio oriental, Oribe – que aun contaba con 11 mil hombres en armas – resolvió no combatir y aceptó el armisticio que se proponía.

## El ejército del Cerrito
Quizás el signo más característico del ejército sitiador fue su conservadurismo y su rigidez ante cualquier reforma orgánica. Al contrario de los continuos cambios en la evolución orgánica y la frecuente rotación en los mandos que se percibían en el ejército contrario, los militares del Cerrito permanecieron fieles a una disciplinada organización militar que no varió sustancialmente en todo el largo periodo 1843 – 1851. Una prueba es el mantenimiento de los personajes retratados en sus puestos durante todo el transcurso de la guerra, en el que se desempeñaron con eficacia. Díaz era gallego en la Coruña, y había mandado como segundo jefe del Batallón 5º de Cazadores en la Batalla de Ituzaingó. Lasala, emparentado con el general Manuel Oribe, también había combatido en la guerra de independencia en el regimiento de caballería N 9. El Cerrito, comandó el Batallón Libertad Oriental, el más numeroso y prestigioso de los organizados por Oribe con orientales, detentado simultáneamente por el jefe del Estado Mayor General. Es elocuente esa semblanza que hace Sarmiento sobre los militares auxiliares argentinos en las postrimerías de la Guerra Grande:

“Pocas veces he experimentado impresiones más profundas que la que me causó la vista e inspección de aquellos terribles tercios de Rosas, a los cuales se ligan tan sangrientos recuerdos, y para nosotros preocupaciones que nos habíamos creído invencibles. ¿De que actos de barbarie inaudita habrán sido ejecutores estos soldados que veía tendidos de medio lado, vestidos de rojo, chiripa, gorro y envueltos en sus largos ponchos de paño?
[...] ¡Que misterios de la naturaleza humana, que terribles lecciones para los pueblos! He aquí los restos de diez mil seres humanos, que han permanecido diez años, casi en la brecha combatiendo, y cayendo uno a uno todos los días, ¿Por que causa? ¿Sostenidos por que sentimiento?... Los ancestros son un estímulo para sostener la voluntad del militar. Aquí no había ascensos, Todos veían los cuerpos sin jefes, o sin oficiales; por todas partes había claros que llenar y no se llenaban; y los mil postergados nunca trataron de sublevarse".